# Kristina Bröring-Sprehe

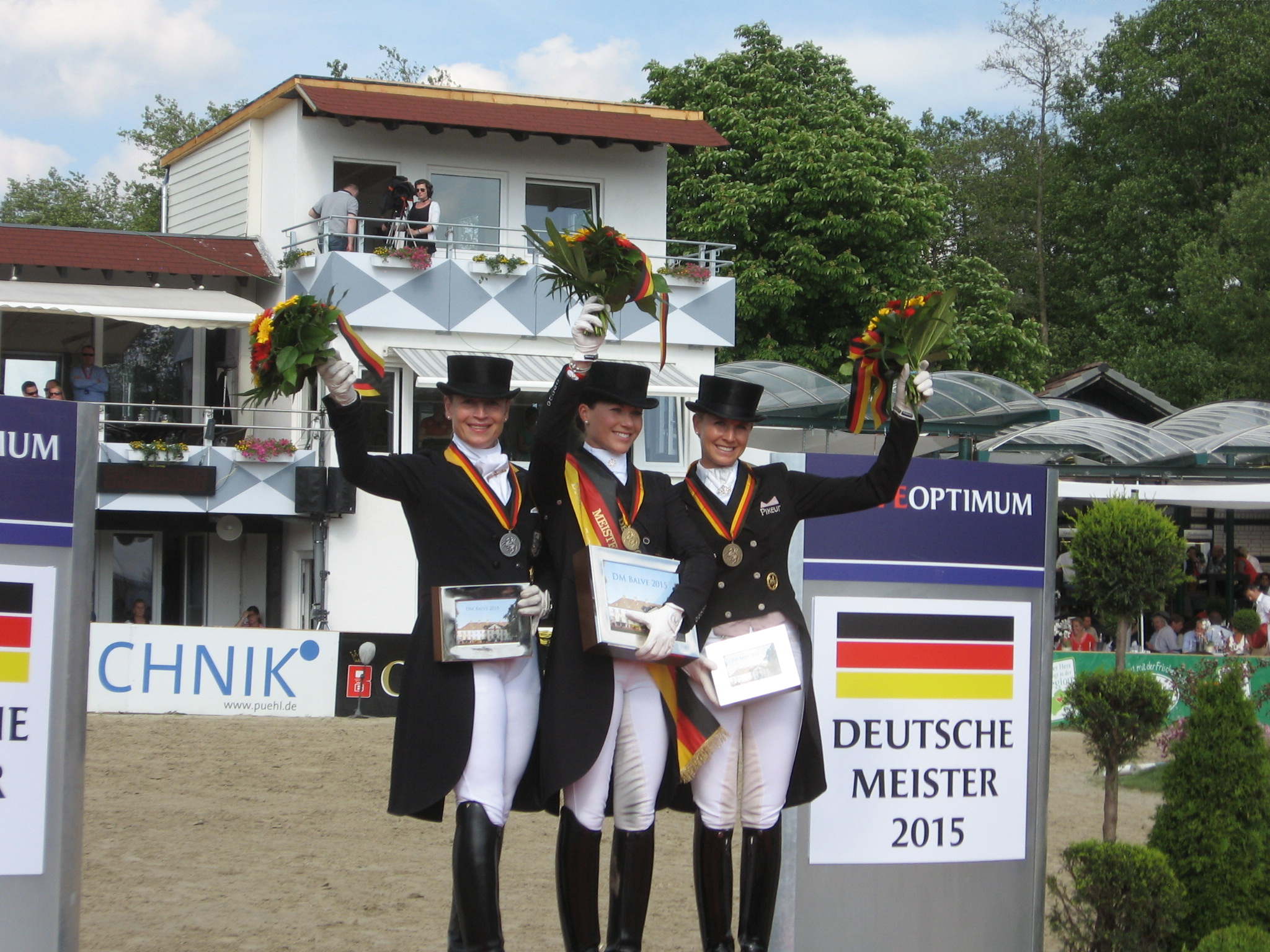
Siegerin Kristina Sprehe (Mitte) bei der Siegerehrung der Deutschen Meisterschaft Grand Prix Special 2015 in Balve mit Isabell Werth (links) und Jessica von Bredow-Werndl (rechts).

Kristina Bröring-Sprehe (Geburtsname Kristina Sprehe; * 28. Oktober 1986 in Lohne) ist eine deutsche Dressurreiterin aus Dinklage.

## Werdegang
Als Kristina Sprehe vier Jahre alt war, erwarb ihr Vater das erste Pony für sie und ihre Zwillingsschwester Tanja. Sprehe spezialisierte sich bereits in ihrer Jugend auf das Dressurreiten und nahm mit zwölf Jahren erstmals an deutschen Meisterschaften teil. Ihre Zwillingsschwester begann sich auf den Springsport zu konzentrieren. Im Jahr 2002 folgte mit Nathan die Teilnahme an den Pony-Dressureuropameisterschaften. Ein Jahr später startete sie erstmals bei den Junioren und gewann zum ersten Mal eine Einzelmedaille bei einem internationalen Championat. Ebenfalls im Jahr 2003 wurde sie erstmals deutsche Meisterin in ihrer Altersklasse. Bis zum Ende ihrer Junge Reiter-Zeit folgten weitere erfolgreiche Teilnahmen an internationalen Championaten.
Ende des Jahres 2010 übernahm sie den im Zuchtgebiet Hannover geborenen Hengst Desperados. Dieser wurde von Falk Rosenbauer ausgebildet und war maßgeblich an dessen Gewinn des Deutschen Dressur-Derbys 2010 beteiligt.
Nach erfolgreichen Auftritten von Sprehe und Desperados in der zweiten Hälfte des Jahres 2011 (jeweils Ergebnisse von über 75 Prozent bei den CDI 4*-Turnieren in Donaueschingen und Oldenburg) wurde Kristina Sprehe in den A-Kader der deutschen Dressurreiter berufen. Bei den Stuttgart German Masters gewann sie in ihrem letzten Jahr als U25-Reiterin das Finale um den Preis der Liselott und Klaus Rheinberger Stiftung – das Finale des Piaff-Förderpreises.
Ihren Durchbruch in den internationalen Spitzensport hatte sie beim CDI 4* Dortmund im März 2012: Hier gewann sie mit Desperados unter anderem gegen Laura Bechtolsheimer/ Mistral Hojris und Ulla Salzgeber/ Herzruf's Erbe das Finale der Meggle Champions (Grand Prix Spécial, 81,978 %).
Nachdem sie bei internationalen Turnieren zunächst stets die Grand Prix Spécial-Tour geritten war, bestritt sie zu Beginn der „grünen Saison“ 2012 beim CDI 4* Hagen a.T.W. erstmals mit Desperados eine Grand Prix Kür und erzielte hier ein Ergebnis von 83,775 Prozent.
Durch ihre Leistungen zwischen August 2011 und März 2012 stieg sie in weniger als acht Monaten in die Top 20 der FEI-Weltrangliste auf: in der Weltrangliste von Ende März 2012 kletterte sie von Platz 125 auf Platz 17. Aufgrund dieser Erfolge nahm sie mit Desperados an den Olympischen Spielen in London teil. Mit Dorothee Schneider und Helen Langehanenberg gewann sie in der Mannschaftswertung der Dressur die Silbermedaille.
Neben dem Grand Prix-Sport hatte sie 2012 auch mit einem jungen Pferd einen großen Erfolg: der von ihr gerittene Oldenburger Hengst Fürst Fugger gewann das Bundeschampionat der sechsjährigen Dressurpferde. Für Sprehe war dies ihr erster Start bei einem Bundeschampionat. Im November 2012 befand sie sich mit Desperados auf Rang fünf der Weltrangliste. Bei den Europameisterschaften in Herning im August 2013 siegte sie zusammen mit Isabell Werth, Helen Langehanenberg und Fabienne Lütkemeier im Mannschaftswettbewerb.
Bis zum Herbst 2013 trainierte Sprehe beim Dressurausbilder Jürgen Koschel, dem Vater von Christoph Koschel, auf dem Hof Beckerode in Hagen am Teutoburger Wald. Seitdem kümmert sie sich vermehrt um die Ausbildung und Betreuung der Dressurhengste auf dem Gestüt Sprehe.
In die deutschen Meisterschaften 2014 startete sie mit neuem individuellem Bestergebnis von 84,720 Prozent im Grand Prix mit Desperados. Einen Tag später holten beide ihren ersten deutschen Meistertitel im Grand Prix Special. Auch in der Grand Prix Kür gewannen Sprehe und Desperados die Goldmedaille, wobei sie erstmals über 90 Prozent im Ergebnis bekamen. Bei den Weltreiterspielen in der Normandie gewann sie den Weltmeistertitel mit der deutschen Equipe, die in der gleichen Besetzung wie bei der EM ein Jahr zuvor antrat. Im Grand Prix Spécial errang sie mit 79,762 Prozent die Bronzemedaille, in der Grand Prix Kür wurde sie Vierte.
Bei den Europameisterschaften 2015 gewann sie in beiden Einzelwertungen die Silbermedaille. Im Februar 2016 war sie erstmals zusammen mit Desperados Weltranglistenerste. Bei den Olympischen Spielen 2016 in Rio de Janeiro gewann sie mit der deutschen Dressurmannschaft die Goldmedaille, in der Einzelwertung errang sie mit Desperados zudem die Bronzemedaille.
Im Februar 2020 verstarb Desperados FRH unerwartet an einem Aorten-Abriss.

## Privates
Kristina Bröring-Sprehe ist die Tochter des Unternehmers Paul Sprehe, der zusammen mit seinem Bruder Albert Sprehe die Unternehmensgruppe der Fleischindustrie Sprehe-Gruppe und das dazugehörige Gestüt Sprehe in Löningen leitet. Kristina und ihre Zwillingsschwester Tanja besuchten bis zum Sommer 2006 das Gymnasium Lohne. Nach Beendigung ihrer Schullaufbahn studierte sie Betriebswirtschaft mit Schwerpunkt Jura an der Universität in Oldenburg. Seit ihrer Jugend ist sie mit Christian Bröring liiert, den sie 2015 heiratete. Beide sind Eltern zweier Töchter (* 2019) und (* 2022).
Ihre Cousine Jörne Sprehe und ihr Cousin Jan Sprehe sind ebenfalls erfolgreich im Dressur- und Springsport unterwegs und haben bereits auf internationalen Championaten und Meisterschaften Medaillen gewonnen.
Kristina lebt mit ihrer Familie im niedersächsischen Dinklage und widmet sich dem Dressursport und ihrer Karriere.

## Pferde

### Ehemalige Erfolgspferde
- Desperados FRH (* 2001; † 2020), Hannoveraner Rapphengst, Vater: De Niro, Muttervater: Wolkenstein II, bis Ende 2010 von Falk Rosenbauer geritten[16]
- Diddi Keeps Cool NRW (* 1993), Deutsches Reitpony Fuchshengst, Vater: Derano Gold, Muttervater: Derbino[17]
- Wyoming 93 (* 1990; † 2019), Hannoveraner Dunkelfuchs-Wallach, Vater: Wendehals, Muttervater: Golfstrom II[18]
- Rose Noir 2 (* 1997), Oldenburger Rappstute, Vater: Royal Angelo I, Muttervater: Welt As, in die Vereinigten Staaten verkauft[19]
- Royal Flash 85 (* 1996; † 2012), Sachse brauner Wallach, Vater: Royal de Saxe, Muttervater: Duralin I; ab 2011 von Anastasia Nikolaewa geritten, 2012 aufgrund eines Beinbruchs eingeschläfert[20][21][22]
- Donnerball (* 2000; † 2015) Oldenburger Dunkelfuchs-Hengst, Vater: Donnerhall, Muttervater: Alabaster[23]
- Fürst Fugger (* 2006), Oldenburger Rapphengst, Vater: Fürst Heinrich, Muttervater: Weltmeyer; verkauft an den Kolumbianer Marco Bernal[24]
- Destiny OLD (* 2009), brauner Oldenburger Wallach, Vater: Desperados FRH, Muttervater: Sandro Hit, unter Sandra Nuxoll Finalist beim Nürnberger Burgpokal 2015, seit Juni 2023 von Beatrice Arturi geritten
- Saphira Royal 2 (* 2009), Rheinländer Rappstute, Vater: San Amour I, Muttervater: Monteverdi, seit Januar 2023 von Jemma Heran geritten
- E.H. Millennium (* 2008), Trakehner Rapphengst, Vater: Easy Game, Muttervater: Ravel, zuletzt im September 2020 von Simone Pearce im internationalen Sport eingesetzt
- Despina (* 2010), Westfale Rappstute, Vater: Desperados FRH, Muttervater: Fürst Heinrich
- Destino 91 (* 2011), Westfale Rappwallach, Vater: Desperados FRH, Muttervater: Fidermark, seit September 2023 von Sabine Rüben geritten

## Erfolge

### Championate und Weltcup
- Olympische Spiele:
  - 2012, London: mit Desperados 2. Platz mit der Mannschaft und 8. Platz in der Einzelwertung
  - 2016, Rio de Janeiro:  mit Desperados 1. Platz mit der Mannschaft und 3. Platz in der Einzelwertung

- Weltmeisterschaften:
  - 2014, Normandie: mit Desperados 1. Platz mit der Mannschaft, 3. Platz im Grand Prix Spécial, 4. Platz in der Grand Prix Kür

- Europameisterschaften:
  - 2002, Hagen a.T.W (Ponyreiter): mit Diddi Keeps Cool NRW 1. Platz mit der Mannschaft und 4. Platz in der Einzelwertung
  - 2003, Saumur (Junioren): mit Wyoming 2. Platz mit der Mannschaft und 3. Platz in der Einzelwertung
  - 2004, Aarhus (Junioren): mit Wyoming 1. Platz mit der Mannschaft und 3. Platz in der Einzelwertung
  - 2006, Stadl-Paura (Junge Reiter): mit Rose Noir 1. Platz mit der Mannschaft und 3. Platz in der Einzelwertung
  - 2007, Nußloch (Junge Reiter): mit Royal Flash 2. Platz mit der Mannschaft, 2. Platz in der Einzelwertung und 4. Platz in der Einzelwertung/Kür
  - 2013, Herning: mit Desperados 1. Platz mit der Mannschaft, 5. Platz in der Einzelwertung (Grand Prix Spécial) und 5. Platz in der Einzelwertung (Grand Prix Kür)
  - 2015, Aachen: mit Desperados 3. Platz mit der Mannschaft und 2. Platz in der Einzelwertung (Grand Prix Spécial) und 2. Platz in der Einzelwertung (Grand Prix Kür)

- Deutsche Meisterschaften:
  - 2000, Exter (Ponyreiter): 8. Platz mit Nathan
  - 2001, Elmlohe (Ponyreiter): 9. Platz mit Nathan
  - 2002, Kreuth: 4. Platz bei den Ponyreitern mit Diddi Keeps Cool NRW, 9. Platz bei den Junioren mit Wyoming
  - 2003, Aachen (Junioren): 1. Platz mit Wyoming
  - 2004, Steinfeld (Junioren): 3. Platz mit Rose Noir
  - 2005, Zeiskam (Junge Reiter): 7. Platz mit Rose Noir
  - 2006, Freudenberg (Junge Reiter): 4. Platz mit Rose Noir
  - 2007, Steinfeld (Junge Reiter): 2. Platz mit Royal Flash[3]
  - 2012, Balve: 3. Platz im Grand Prix Spécial (82,311 %) und 3. Platz in der Grand Prix Kür (86,500 %) mit Desperados
  - 2014, Balve: 1. Platz im Grand Prix Spécial (83,784 %) und 1. Platz in der Grand Prix Kür (90,150 %) mit Desperados
  - 2015, Balve: 1. Platz im Grand Prix Spécial (82,490 %) und 1. Platz in der Grand Prix Kür (87,275 %) mit Desperados
  - 2016, Balve: 3. Platz im Grand Prix Spécial (81,922 %) und 2. Platz in der Grand Prix Kür (86,075 %) mit Desperados

## Auszeichnungen
Im November 2012 wurde ihr zusammen mit 163 weiteren Sportlern das Silberne Lorbeerblatt verliehen.
Zudem wurde sie bereits zweimal, im Jahr 2012 und 2013, von der im Landkreis Vechta ansässigen Oldenburgischen Volkszeitung als Sportlerin des Jahres für ihre Erfolge ausgezeichnet. Im Jahr 2013 war sie auch für die Niedersachsenwahl Sportler des Jahres nominiert.